# Wii no Ma
O Wii no Ma (Wiiの間) foi um canal exclusivo do Wii para visualizar vídeo sob demanda.

## Histórico
O canal Wii no Ma é voltado para a família, com filmes, documentários, desenhos, perguntas em formatos de quiz, programas de culinária, educacionais e outros shows nesse estilo. O conteúdo será produzido exclusivamente para a Nintendo.
A transmissão no Japão começou no dia 1 de maio de 2009, sendo disponível para mais de 40 milhões de usuários até o fim de 2009.
Comentando sobre a expansão e planos futuros para o canal, Koki Shiraishi, da Daiwa Securities, disse que este empreendimento permitirá à companhia explorar a enorme base de usuários do console Wii, fazendo uma troca crítica em favor de ganhos baseados em conteúdo.
O lançamento do canal de TV - na prática, um serviço de download de vídeos em tempo real - começará com a parceria entre a Nintendo e a Dentsu, uma conhecida agência de publicidade do Japão. Esta agência produzirá os programas e os comerciais que serão disponibilizados no canal.
Espera-se que a maior parte do conteúdo deste canal seja gratuito, mas a Nintendo poderá fazer o uso dos Wii Points de alguma forma.
Um executivo sênior da Fuji Television, em uma entrevista à The Times sobre a inserção da Nintendo no mercado televisivo japonês, disse que se Satoru Iwata, o presidente da Nintendo, quer fazer do Wii como "o centro da sala de estar", as ambições da Nintendo seriam "o pesadelo dos produtores de televisão".

## Regiões
Lançando inicialmente apenas no Japão, não possui previsão de ser lançado em outros países.